# Oskar Rudolf Schlag
Oskar Rudolf Schlag (* 22. März 1907 in Osterhofen/Niederbayern; † 29. November 1990 in Zürich) war ein deutsch-schweizerischer Psychotherapeut, Graphologe, Schriftsteller und Esoterikasammler. Er erlangte auch als Medium Bekanntheit.

## Leben

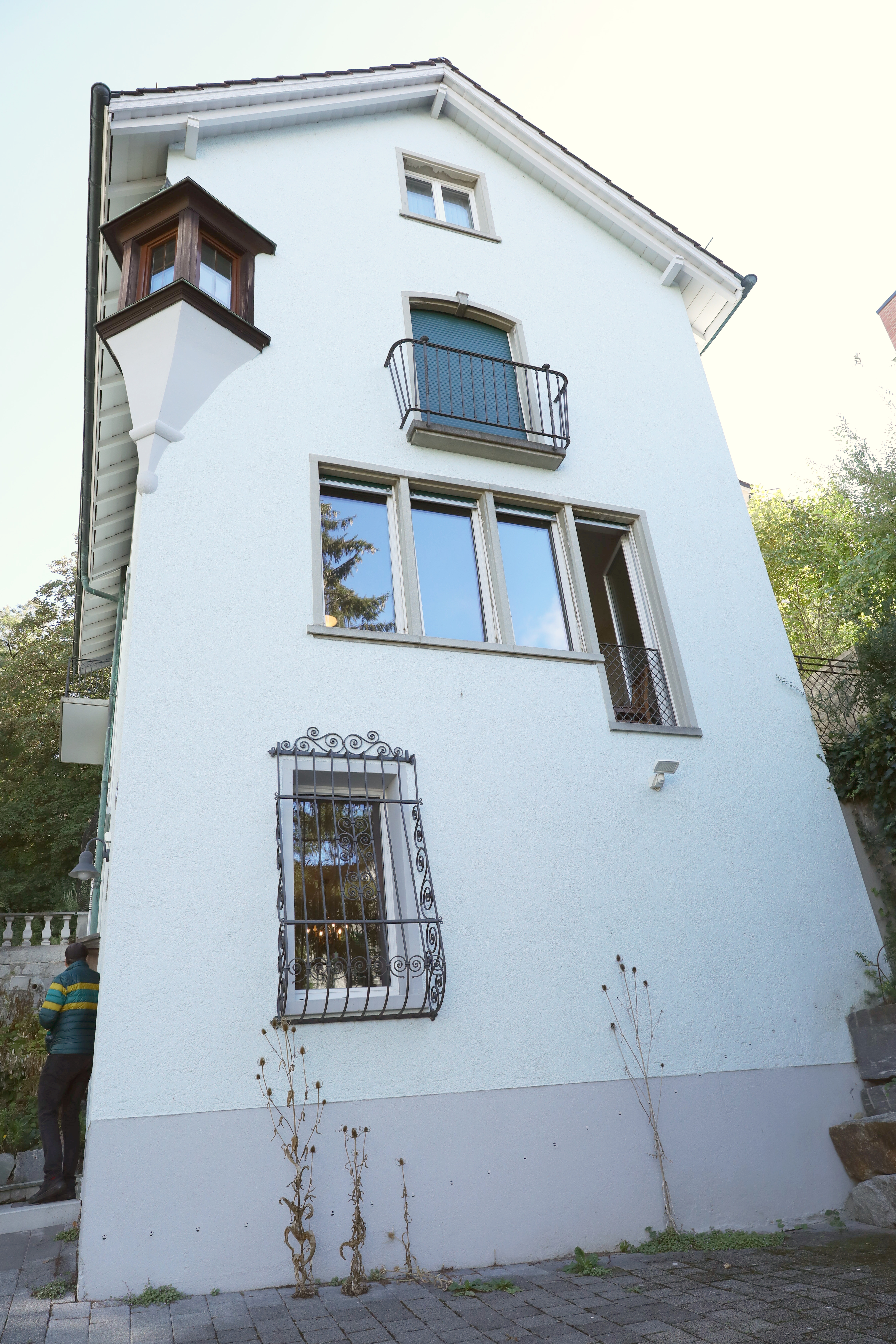
Schlags Wohn- und Arbeitsgebäude in Zürich, heute Aussenmagazin der Zentralbibliothek Zürich

Oskar Rudolf Schlag wuchs ab 1910 als Sohn des Kinobesitzers Xaver Schlag und dessen Ehefrau Luise in Landshut auf. Spiritisten nutzten ihn früh als Medium, durch das verschiedene psychoenergetische Phänomene wahrnehmbar wurden. 1927 entdeckte der Parapsychologe Albert von Schrenck-Notzing Schlags Talente und holte ihn nach München.
1930 zog Schlag nach Zürich, wo er in Kontakt mit dem Kreis um Eugen Bleuler, Carl Gustav Jung und Rudolf Bernoulli kam. Zunächst unternahm man physikalisch-mediale Experimente, teils in Anwesenheit Jungs. Ab 1930 konstituierte sich um Schlag als Sprecher des Geistwesens A. oder Atma Anupadaka ein Kreis, dem die Ehepaare Bleuler, Bernoulli und Pulver angehörten, sowie Emma Jung-Rauschenbach, Hans Reinhart, Andreas Strohhofer und Fritz Allemann. Die Sitzungen wurden zunächst nur handschriftlich protokolliert, ab 1941 auch auf Platten aufgenommen. Schlag verwahrte sich lange gegen eine Publikation, brachte ab 1969 die Protokolle aber in eine leserliche Form. Seit 1998 werden Schlags Lehren des A. publiziert.
Dass Schlag in seiner Münchner Zeit die Bekanntschaft Hitlers gemacht hatte, war für ihn ein Grund, in der Schweiz zu bleiben. Er schrieb nach 1933 Hitler Protestbriefe und nahm die Staatsbürgerschaft des von den Nationalsozialisten verachteten „Negerstaats“ Haiti an, was ihm eine Anklage seitens der Faschisten eintrug.
Ab 1932 studierte Schlag Psychologie. Er ließ sich bei Max Pulver zum Graphologen und bei Oskar Pfister zum Psychotherapeuten ausbilden. 1938 bis 1962 hielt Schlag eigene Vorlesungen am Institut für Angewandte Psychologie Zürich. Er interessierte sich vor allem für die Tiefenpsychologie von Jung und die Schicksalsanalyse nach Leopold Szondi. Ab 1962 arbeitete Schlag vorwiegend als Graphologe und Psychotherapeut in Zürich. Von sich reden machte er, als er ein Gemälde Dalís verkaufte. Man bringt ihn auch mit dem O.T.O. in Verbindung.
Oskar R. Schlag ließ sich vom Schweizer Künstler Max Hunziker sein eigenes, aus 22 großen Arkana bestehendes, Tarotkartenset gestalten.
Seine 26.000 Bände umfassende Spezialbibliothek der Bereiche Religionswissenschaft und Hermetik, unter anderem über Buddhismus, Hinduismus, Yoga, Hermetische Philosophie, Mythologie, antike Mysterien, Gnosis, Alchemie, Tarot, Kabbala, Freimaurerei und initiatische Gesellschaften, Theosophie, Mystik, Magie, Psychologie und parapsychologische Forschung, vermachte er der Zentralbibliothek Zürich. Seitdem ist die Bibliothek Oskar R. Schlag öffentlich zugänglich. Sie ist eine der weltweit größten derartigen Bibliotheken.

## Schlags „Lehren des A.“
A. bezeichnet sich selbst anfangs noch als Egregorium, d. h. Produkt des Bewusstseins der Sitzungsteilnehmer, später offenbart er sich als ein Wesen göttlicher Natur, das die Inkarnation anstrebe. Die Lehren von A./Atma stellen ein Kompendium westlicher und östlicher Esoterik dar und befassen sich z. B. mit Initiation, Magie, Mythos, Yoga, Theologie, Religion, Kabbala, Tarot.
Beeinflusst von Schlag/Atma wurde die von Thorwald Dethlefsen 1996–2003 geleitete Kawwana – Kirche des Neuen Aeon. Ruediger Dahlke, der sich von den Praktiken der Kawwana-Gruppe ausdrücklich distanziert, hält große Stücke auf Oskar Schlag. In seinem Buch „Depression - Wege aus der dunklen Nacht der Seele“ (2006) bezeichnet Dahlke Oskar Schlag als seinen Lehrer und wertschätzt dessen Lehrsatz „Wo die Freud' nicht ist, da ist auch der Weg nicht.“